# François-Charles Oberthür
Pour les articles homonymes, voir Oberthür.

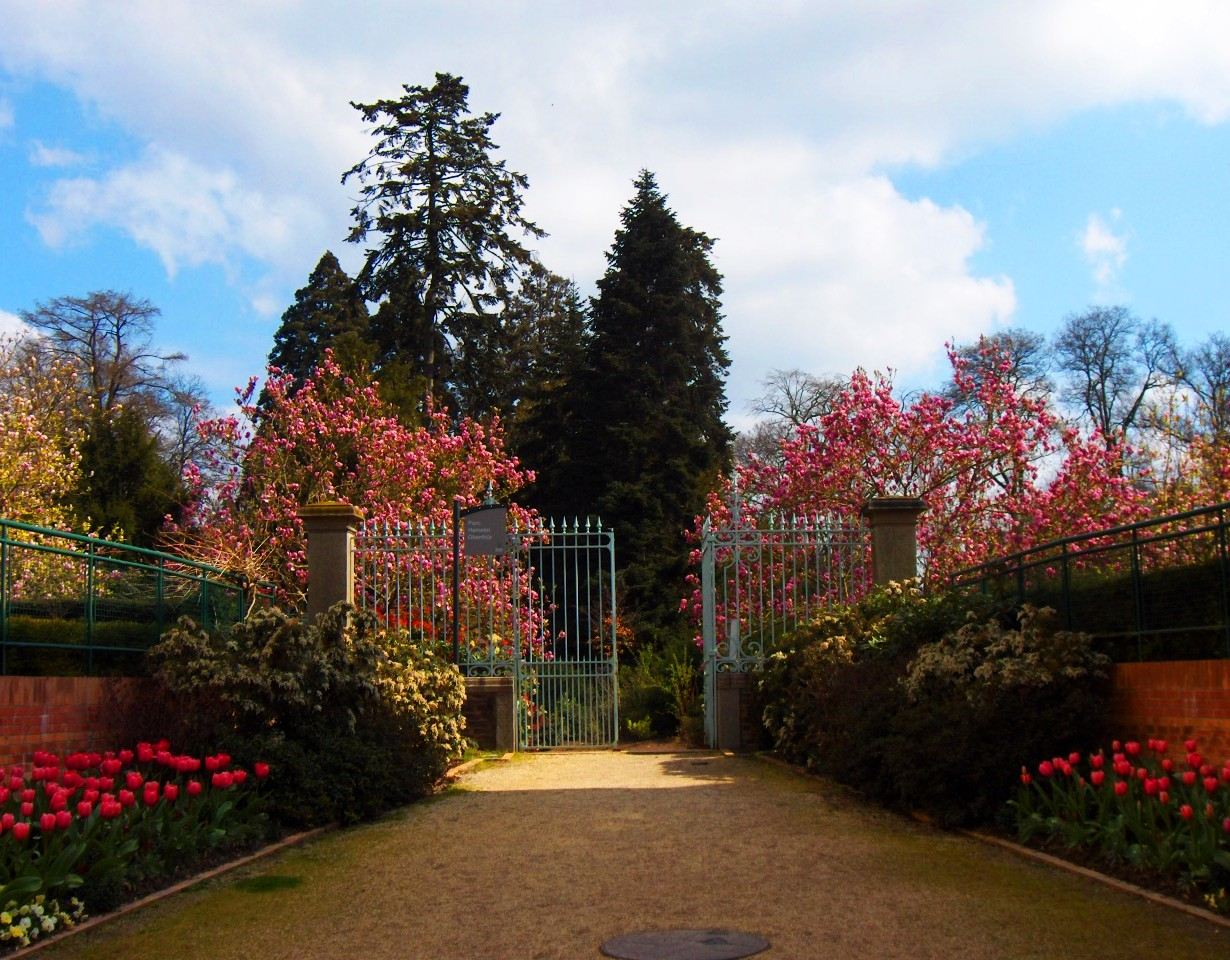
Entrée ouest du parc Oberthür.

François-Charles Oberthür, né le 1er décembre 1818 à Strasbourg et mort le 6 février 1893 à Paris, est un imprimeur français et le fondateur de l’imprimerie Oberthur à Rennes.

## Biographie
Son père, François-Jacques Oberthür, tenait à Strasbourg une imprimerie lithographique, il a été environ un mois en association avec Aloys Senefelder, l’inventeur de la lithographie, et il était également graveur en taille douce sur cuivre.
À 13 ans, son père le retire de l'école pour qu'il lui apprenne le métier d'écrivain-lithographe.
François-Charles Oberthür part faire son apprentissage à Paris en 1837, puis en juin 1838 arrive à Rennes pour travailler dans l'imprimerie Landais et Marteville, qui deviendra Landais et Leroy en 1838 et finalement uniquement Landais à partir de 1839.
Le 3 juin 1842 il obtient un brevet d'imprimeur lithographe à Rennes. 
Le 1 juillet 1842, il s’associe avec Landais pour dix ans et devient seul propriétaire de l'imprimerie lithographique en juillet 1852.
Pour l'année 1853, il imprime un « Calendrier des postes - Étrennes des facteurs » sur un simple carton d'une apparence plus soigné, à moindre coût et seulement pour les facteurs de Rennes. 
Pour l'année 1854, il imprime à nouveau un « Calendrier des postes - Étrennes des facteurs » toujours sur un simple carton exclusivement pour les facteurs du département d'Ille-et-Vilaine. 
Le 8 février 1854, il s'associe avec Marteville dont il lui rachètera entièrement son imprimerie typographique en décembre 1856.
Pour l'année 1856, il imprime et édite le premier « Almanach des postes » à feuilles volantes de l'histoire pour tous les départements Français en collaboration avec l'Administration des Postes, modernisant considérablement la présentation de ceux déjà existants à cette époques.
Le 13 janvier 1857, il obtient un brevet d'imprimeur typographe à Rennes.
Il marie ainsi les deux techniques la typographie et la lithographie : la typo-lithographie.[réf. nécessaire]
Dans sa propriété « Beauregard » acquise en septembre 1852, située dans le faubourg de Paris à Rennes, il installe les ateliers de l’imprimerie Oberthur sur le site (qui deviendra le no 78 rue de Paris en 1923), et dont les constructions remontent à 1870, 1883, et 1900. 
En 1863, il fait aménager le Parc Oberthür puis en 1875 construira l’hôtel particulier Oberthür où il y résidera jusqu'en 1893.
En 1865, il achète une propriété à Cancale, « la Broustière », où il fait aménager un parc paysager par les frères Denis et Eugène Bühler qui ont déjà travaillé pour son parc à Rennes,.
En 1886, il achète le « château du Logis » à Monterfil.
En 1912, son fils René fait construire trois hôtels particuliers de l’autre côté de la rue de Paris par Charles Coüasnon.

### Descendance
François-Charles Oberthür se marie avec Marie Hamelin le 28 octobre 1844 et aura deux fils, sept petits-enfants, et vingt-trois arrière-petits-enfants. Plusieurs d’entre eux travailleront à l’imprimerie Oberthur.
Entomologiste amateur il transmettra sa passion à ses deux fils, René Oberthür et Charles Oberthür. La collection de coléoptères se trouve aujourd'hui au Musée d'Histoire Naturelle de Paris et celle des papillons au British Museum de Londres.

## Hommages et distinctions
Le 2 février 1875, François-Charles Oberthür reçoit la légion d'honneur.
Le 6 février 1893, décès de François-Charles Oberthür qui, le 7 avril 1887, avait été élevé par le pape Léon XIII au grade de chevalier de l’ordre de Saint-Grégoire-le-Grand.
Une rue de Rennes, perpendiculaire à la rue de Paris, porte désormais son nom depuis le 27 octobre 1938 elle longe l’ouest de son ancien domaine.